# Patrick Catalifo
Patrick Cathalifaud, dit Patrick Catalifo, est un acteur français, né le 1er juillet 1957 à Saint-Denis (Seine-Saint-Denis).

## Biographie
Après une licence d'économie, Patrick Cathalifaud entre au Conservatoire[Lequel ?]. Il commence à jouer au théâtre avant de jouer pour le cinéma et la télévision sous le nom (simplifié) de Patrick Catalifo.
Il a réalisé l'un des épisodes de Novacek, série dans laquelle il joue le personnage principal. Il fait des apparitions dans de nombreuses séries comme Joséphine, ange gardien, Le juge est une femme, Femmes de loi, Crimes en série… En 2005, il reçoit le prix d'interprétation masculine du Festival de la fiction TV de Saint-Tropez pour son rôle dans Les Hommes de cœur.

## Filmographie

### Cinéma
- 1984 : La Triche de Yannick Bellon : un voyou
- 1987 : De sable et de sang de Jeanne Labrune : Francisco Jimenez
- 1988 : Ne réveillez pas un flic qui dort  de José Pinheiro : l'inspecteur Péret
- 1989 : Les Enfants du désordre de Yannick Bellon : Patrick
- 1992 : Diên Biên Phu de Pierre Schoendoerffer : capitaine Jégu de Kerveguen
- 1992 : L'Affût de Yannick Bellon : le jeune marié
- 1993 : À cause d'elle de Jean-Loup Hubert : M. Naud, le professeur
- 1993 : La Joie de vivre de Roger Guillot : Joyeux
- 1996 : Choisis-toi un ami de Mama Keïta :
- 1997 : J'ai horreur de l'amour de Laurence Ferreira Barbosa : Jean-Jacques
- 1997 : Mordbüro de Lionel Kopp : inspecteur Raoul
- 1998 : J'aimerais pas crever un dimanche de Didier Le Pêcheur : Boris
- 1999 : Le Derrière  de Valérie Lemercier : Jean-François
- 1999 : Lovers de Jean-Marc Barr :
- 2000 : Le Cœur à l'ouvrage de Laurent Dussaux : Marc
- 2000 : Stand-by de Roch Stéphanik : Gérard
- 2003 : Mister V. d'Émilie Deleuze : Luigi
- 2004 : Tout le plaisir est pour moi d'Isabelle Broué : Paul
- 2005 : Imposture de Patrick Bouchitey : Roland
- 2006 : Président de Lionel Delplanque  Le Gahennec
- 2007 : L'Année suivante d'Isabelle Czajka : Roland Benoît
- 2011 : Les Lyonnais d'Olivier Marchal : commissaire Max Brauner
- 2011 : Le Jour de la grenouille de Béatrice Pollet : Peter Morel
- 2017 : Carbone d'Olivier Marchal : Franck Moser
- 2020 : Bronx d'Olivier Marchal : Georges Campana
- 2023 : Magnificat de Virginie Sauveur : L'auxiliaire

### Télévision
- 1985 : Félicien Grevèche’' de Michel Wyn
- 1985 : Vincente de Bernard Toublanc-Michel
- 1989 : La vallée des espoirs, mini-série réalisée par Jean-Pierre Marchand : Guido
- 1991 : Légende de François Luciani
- 1991 : Largo desolato d'Agnieszka Holland
- 1992 : Terre brûlée de Chantal Picault : Raymond
- 1993 : L'Homme dans la nuit de Claude Boissol : Morane
- 1994 : Un été à l'envers de Roger Guillot : Dominique
- 1994 - 1996 : Novacek , série créée par Didier Daeninckx : François Novacek
- 1997 - 1997 : Cassidi et Cassidi, série réalisée par Joël Santoni : Paul Cassidi
- 1997 : C'est l'homme de ma vie de Pierre Lary : Jean-Pierre
- 1997 : Mon amour de Pierre Joassin : Antoine Moretti
- 1998 : Mes enfants étrangers d'Olivier Langlois : Marc
- 1998 : Chaos technique de Laurent Zerah : François Bara
- 1998 : L'Imposteur de Gérard Louvin : Charles
- 1998 : Mort d'un conquérant de Thierry Chabert : François Dorval
- 1999 : Gaffe Loulou ! de Philippe Niang : Gérard
- 1999 : Joséphine, ange gardien, épisode Une mauvaise passe réalisé par Pierre Joassin : Wadeck
- 2000 : L'Été des hannetons de Philippe Venault : Jean Jouvence
- 2000 : Contre la montre de Jean-Pierre Sinapi : Lascaux
- 2001 : Le juge est une femme, épisode Cœur solitaire réalisé par Pierre Boutron : Saintigny
- 2001 : Sauveur Giordano, épisode Femmes en danger réalisé par Pierre Joassin : Marc
- 2001 : L'Oiseau rare de Didier Albert : Forest
- 2001 : La Peur au ventre de Didier Le Pêcheur : Nicolas
- 2002 : Jean Moulin, une affaire française de Pierre Aknine : Frenay
- 2002 : Le Choix de Macha de Marianne Lamour : Eduardo
- 2002 : Sous bonne garde de Luc Béraud : Jean Mourier
- 2002 : La Vie comme elle vient d'Edwin Baily : Christian
- 2002 : La Source des Sarrazins de Denis Malleval : Jean-Louis
- 2002 : Femmes de loi, épisode Secret défense réalisé par Denis Amar : Commandant Morand
- 2002 : L'Ami de Patagonie d'Olivier Langlois : Eddie
- 2002 : L'Affaire père et fils de Philippe Bérenger : Jean-Louis Bardin
- 2002 : Traquée de Steve Suissa : Paul Mantoux
- 2003 : Sœur Thérèse.com, épisode Changement de régime réalisé par Christian Faure : Grégoire Thibaud
- 2003 : Crimes en série, épisode Face à face réalisé par Pierre Joassin : Éric Debaeker
- 2004 : Nicolas au pays des âmes de Patrice Martineau : Alain Lestrade
- 2004 : Poussière d'amour de Philippe Venault : Jacques
- 2005 : Les Hommes de cœur, série créée par Jean-Luc Azoulay : professeur Pierre Duroy
- 2006 : Trois jours en juin de Philippe Venault : Henri Dragance
- 2006 : Passés troubles de Serge Meynard : Marc Lorca
- 2006 : L'Homme de ta vie de Laurence Katrian : Nicolas Corto
- 2006 : Maldonne de Patrice Martineau : Marc Vaillant
- 2007 - 2010 : Les Bleus, premiers pas dans la police, série créée par Alain Robillard et Alain Tasma : Commissaire Daniel Santamaria
- 2007 - 2009 : La Louve, série créée par Philippe Venault : Alexis Attar
- 2008 : Guy Môquet, un amour fusillé de Philippe Bérenger : le lieutenant « Parrain »
- 2008 - 2009 : Kaamelott, série créée par Alexandre Astier, saison 6 : Marcus Oranius Lurco
- 2010 : Joséphine, ange gardien, épisode L'Homme invisible réalisé par Jean-Marc Seban : Pierre Schaeffer
- 2010 : Fracture d'Alain Tasma : M. Vidal
- 2010 : Diane, femme flic, épisodes Dernières cartes réalisé par Jean-Marc Seban et Figures imposées réalisé par Jean-Michel Fages : François Dorval
- 2011 : La Très Excellente et Divertissante Histoire de François Rabelais d'Hervé Baslé : Sébastien Gryphe
- 2011 : J'ai peur d'oublier d'Élisabeth Rappeneau : Patrick
- 2011 : Adouna, la vie, le monde de Olivier Langlois : David
- 2012 : No Limit, saison 1, épisodes 1 réalisé par Didier Le Pêcheur et 2  réalisé par Didier Le Pêcheur et Julien Despaux : Lucas Sartène
- 2013 : Nicolas Le Floch, épisode Le Sang des farines réalisé par Philippe Bérenger : Chevalier de Lastire
- 2013 : C'est pas de l'amour de Jérôme Cornuau : Nicolas
- 2015 : Borderline d'Olivier Marchal : Philippe Jansen
- 2016 : Cassandre, épisode L'école est finie réalisé par Éric Le Roux : André Berthaud
- 2017 : Alex Hugo, épisode Sur la route réalisé par Philippe Bérenger : Cochise
- 2017 : Le Viol d'Alain Tasma : Émile Mancini
- 2017 : Souviens-toi, mini série créée par Pierre Aknine et Anne Badel : Richard Vasseur
- 2018 : Meurtres à Brides-les-Bains d'Emmanuel Rigaut : Julien Forest
- 2018 : Noces rouges, mini-série réalisée par Marwen Abdallah : Guy Pavane
- 2018 : Les Rivières pourpres, série créée par Jean-Christophe Grangé : le légiste (1re saison), Canto (3e saison)
- 2018 : Profilage, épisode Les yeux fermés réalisé par Laure de Butler : Bertrand Fouchet
- 2019 : Crimes parfaits, épisode Un mort peut en cacher un autre réalisé par Philippe Bérenger : Damien
- 2019 : Nina, saison 5 épisodes 9 et 10 : Fabrice
- 2023 : Pax Massilia d'Olivier Marchal : Armand

## Théâtre
- 1982 : Le Songe d’une nuit d'été de William Shakespeare, mise en scène Jean-Daniel Laval, Conservatoire de Paris
- 1982 : Karine de Fernand Crommelynck, mise en scène Isabelle Janier, Théâtre Sorano de Vincennes
- 1983 : Jules César de William Shakespeare, mise en scène Jean-Louis Martin-Barbaz
- 1983 : Noces d'Elias Canetti, mise en scène Gabriel Garran, Théâtre de la Commune
- 1984 : Rêves d'après Franz Kafka, mise en scène Philippe Adrien, Théâtre des Quartiers d'Ivry, Théâtre de la Tempête, Théâtre national de Strasbourg
- 1987 : Des aveugles d’Hervé Guibert, mise en scène Philippe Adrien, Théâtre de la Tempête
- 1989 : Liebelei d’Arthur Schnitzler, mise en scène Gabriel Aghion, Comédie des Champs-Élysées
- 1989 : Chacun son idée de Luigi Pirandello, mise en scène Claude Stratz, Théâtre national de Strasbourg, Comédie de Genève
- 1990 : Le Clavecin oculaire de Lisa Wurmster, d'après Denis Diderot et Louis-Bertrand Castel, mise en scène Lisa Wurmster, Théâtre de la Tempête
- 1990 : Jules César de William Shakespeare, mise en scène Claude Stratz, Comédie de Genève
- 1992 : La Remise de Roger Planchon, mise en scène Alain Françon, Théâtre Nanterre-Amandiers
- 1993 : L'École des mères, Les Acteurs de bonne foi de Marivaux, mise en scène Claude Stratz, Comédie de Genève
- 1994 : L'École des mères, Les Acteurs de bonne foi de Marivaux, mise en scène Claude Stratz, Théâtre des Treize Vents, Nouveau théâtre d'Angers
- 1995 : Fantasio d’Alfred de Musset, mise en scène Claude Stratz, Comédie de Genève
- 1996 : Fantasio d’Alfred de Musset, mise en scène Claude Stratz, Théâtre national de Chaillot
- 2000 : Le Premier et le dernier de Gildas Milin, mise en scène de l'auteur, tournée
- 2003 : Le Nègre au sang de Serge Valletti, mise en scène Éric Elmosnino, CDN d'Annecy
- 2004 : Le Nègre au sang de Serge Valletti, mise en scène Éric Elmosnino, Théâtre national de Chaillot
- 2004 : Derniers remords avant l'oubli de Jean-Luc Lagarce, mise en scène Jean-Pierre Vincent, Odéon-Théâtre de l'Europe Ateliers Berthier, Théâtre national de Strasbourg
- 2004 : L’amour est enfant de salaud d’Alan Ayckbourn, mise en scène José Paul, tournée
- 2005 : La Version de Browning de Terence Rattigan, mise en scène Didier Bezace, Théâtre de la Commune, 2006, 2007 : tournée
- 2006 : Bérénice de Racine, mise en scène Jean-Louis Martinelli, Théâtre Nanterre-Amandiers
- 2007 : May de Hanif Kureishi, mise en scène Didier Bezace, Théâtre de la Commune
- 2007 : Les Trois Sœurs d'Anton Tchekhov, mise en scène Patrick Pineau, tournée,
- 2008 : Les Trois Sœurs d'Anton Tchekhov, mise en scène Patrick Pineau, MC93 Bobigny
- 2008 : Bérénice de Racine, mise en scène Jean-Louis Martinelli, TNBA, Théâtre national de Toulouse Midi-Pyrénées, Théâtre des Célestins, Théâtre national de Bretagne, tournée
- 2009 : Hamlet de William Shakespeare, mise en scène Claire Lasne, tournée
- 2010 : Les Noirs d’après Patrick Espagnet, mise en scène Maxime Leroux et Bernard Murat, Théâtre de Beaucaire
- 2011 : Un soir, une ville trois pièces courtes de Daniel Keene, mise en scène Didier Bezace, Théâtre de Saint-Quentin-en-Yvelines
- 2012 : Un soir, une ville trois pièces courtes de Daniel Keene, mise en scène Didier Bezace, Théâtre de la Commune
- 2012 - 2013 : Le Père de Florian Zeller, mise en scène Ladislas Chollat, Théâtre Hébertot
- 2013 : Et jamais nous ne serons séparés de Jon Fosse, mise en scène Marc Paquien, Théâtre de l'Œuvre
- 2014 : Un temps de chien de Brigitte Buc, mise en scène Jean Bouchaud, Théâtre Montparnasse
- 2015 : Des gens biens de David Lindsay-Abaire (en), mise en scène Anne Bourgeois, Théâtre Hébertot
- 2015 : Les Voisins de Michel Vinaver, mise en scène Marc Paquien, Théâtre de Poche Montparnasse
- 2017 : Timon d'Athènes de Shakespeare mise en scène Cyril Le Grix, Théâtre de la Tempête (La Cartoucherie)
- 2017 : Rabbit Hole de David Lindsay-Abaire, mise en scène Claudia Stavisky, théâtre des Célestins
- 2019 : Rabbit Hole de David Lindsay-Abaire, mise en scène Claudia Stavisky, Théâtre des Bouffes parisiens
- 2019 : Comment ça va? de Stéphane Guérin, mise en scène Raphaëlle Cambray, théâtre La Luna au festival off d'Avignon
- 2021 - 2022 : Skylight de David Hare, mise en scène Claudia Stavisky, théâtre des Célestins, tournée, théâtre du Rond-Point
- 2022 : Les Sœurs Bienaimé de Brigitte Buc, mise en scène Brigitte Buc au Théâtre Antoine

## Distinctions

### Récompenses
- Festival de la fiction de Saint-Tropez 2005 : Meilleure interprétation masculine pour Les Hommes de cœur[1]
- Festival de la fiction TV de La Rochelle 2015 : Meilleure interprétation masculine pour Borderline[2]

### Nomination
- 2014 : Molière du comédien dans un second rôle pour Un temps de chien
- 2017 : Molière du comédien dans un spectacle de théâtre public pour Timon d'Athènes